# Hexan-3-ol
Hexan-3-ol, vaak ook als 3-hexanol aangeduid, is een organische verbinding uit de groep der secundaire alkanolen. De verbinding is een van de 17 structuurisomeren van hexanol. Het koolstofatoom dat de hydroxylgroep draagt is een chiraal centrum, waardoor de verbinding voorkomt in twee stereo-isomeren: R-hexan-3-ol en S-hexan-3-ol.

## Voorkomen
Hexan-3-ol vormt een bestanddeel van een aantal planten, waaronder safraan en lavendel, daarnaast komt het in een aantal vruchten voor zoals in bananen en meloenen.

## Synthese
Racemisch hexan-3-ol kan via een hydroborering-oxidatie uit hex-3-een of hex-3-yn verkregen worden.

## Toxicologie en veiligheid
Hexan-3-ol vormt makkelijk explosieve damp-lucht-mengsels met explosiegrenzen tussen 1,1 en 7 volume% (45 tot 298 g/m³).